# Ratpenat d'espatlles grogues de Soriano
El ratpenat d'espatlles grogues de Soriano (Sturnira sorianoi) és una espècie de ratpenat de la família dels fil·lostòmids. Viu a Bolívia, Veneçuela i, possiblement, algun país entre aquests dos. No se sap gaire cosa sobre el seu hàbitat i la seva ecologia. Es desconeix si hi ha cap amenaça significativa per a la supervivència d'aquesta espècie.